# Boćwinka (Gołdap)
Boćwinka (deutsch (Alt) Bodschwingken, 1938–1945 (Alt) Herandstal) ist ein Dorf in der polnischen Woiwodschaft Ermland-Masuren, das zur Stadt- und Landgemeinde Gołdap (Goldap) im Kreis Gołdap gehört.

## Geographische Lage
Boćwinka liegt im Nordosten der Woiwodschaft Ermland-Masuren, 14 Kilometer südwestlich der Kreisstadt Gołdap (Goldap) nahe der Südostschleife des Flüsschens Goldap (polnisch: Gołdapa).

## Geschichte
Der Ort Bodschwingken, der nach 1785 mit Zusatzbezeichnung Alt Bodschwingken (zur Unterscheidung von Neu Bodschwingken, polnisch Nowa Boćwinka) hieß, wurde 1874 Amtsdorf und damit namensgebend für einen neu errichteten Amtsbezirk. 1939 in Amtsbezirk Herandstal umbenannt, gehörte er bis 1945 zum Kreis Goldap im Regierungsbezirk Gumbinnen der preußischen Provinz Ostpreußen.
Das Dorf hatte im Jahre 1910 insgesamt 522 Einwohner. Ihre Zahl betrug nach der am 30. September 1928 erfolgten Eingemeindung des Gutsbezirks Eichenort (polnisch Dąbie) 525 und belief sich 1939 auf 694.
Zuvor waren am 3. Juni (amtlich bestätigt am 16. Jul) des Jahres 1938 die Dörfer Alt und Neu Bodschwingken in Alt Herandstal und Neu Herandstal umbenannt worden.
Das Dorf kam 1945 in Kriegsfolge mit dem gesamten südlichen Ostpreußen zu Polen und heißt seitdem Boćwinka. Heute ist das Dorf eine Ortschaft im Verbund der Stadt- und Landgemeinde Gołdap im Powiat Gołdapski, bis 1998 der Woiwodschaft Suwałki, seither der Woiwodschaft Ermland-Masuren zugehörig.

### Amtsbezirk Bodschwingken/Herandstal (1874–1945)
Bei Bildung des Amtsbezirks Bodschwingken waren fünf Dörfer eingegliedert. Am Ende waren es noch drei:
| Name          | Änderungsname 1938 bis 1945 | polnischer Name | Bemerkungen                                          |
| ------------- | --------------------------- | --------------- | ---------------------------------------------------- |
| Bodschwingken | Herandstal                  | Boćwinka        |                                                      |
| Eichenort     |                             | Dąbie           | 1928 in die Landgemeinde Bodschwingken eingegliedert |
| Glowken       | Thomasfelde                 | Główka          |                                                      |
| Kallnischken  | Kunzmannsrode               | Kalniszki       |                                                      |
| Naujehnen     | Neuengrund                  | Nowiny          | nach Kallnischken eingemeindet                       |

Am 1. Januar 1945 gehörten noch Herandstal, Kunzmannsrode und Thomasfelde zum Amtsbezirk Herandstal.

## Religionen
Mehrheitlich war die Bevölkerung Alt Bodschwingkens bis 1945 evangelischer Konfession und in das Kirchspiel der Kirche zu Grabowen (1938–1945 Arnswald, polnisch Grabowo) eingepfarrt. Sie war Teil des Kirchenkreises Goldap in der Kirchenprovinz Ostpreußen der Evangelischen Kirche der Altpreußischen Union. Die wenigen Katholiken waren zur Pfarrkirche in Goldap im Bistum Ermland hin orientiert.
Seit 1945 ist Boćwinka Teil der neu errichteten katholischen Pfarrei in Grabowo. Sie gehört zum Dekanat Gołdap im Bistum Ełk (Lyck) der Katholischen Kirche in Polen. Die wenigen evangelischen Kirchenglieder gehören zur Kirchengemeinde in Gołdap, die eine Filialgemeinde der Pfarrei in Suwałki in der Diözese Masuren der Evangelisch-Augsburgischen Kirche in Polen ist.

## Verkehr
Boćwinka liegt verkehrsmäßig günstig an der polnischen Woiwodschaftsstraße 650 (einstige deutsche Reichsstraße 136), die die beiden Kreisstädte Gołdap und Węgorzewo miteinander verbindet und außerdem das touristisch bedeutende Tal der Goldap (Gołdapa) berührt. In Boćwinka treffen zwei Nebenstraßen auf die Woiwodschaftsstraße: von Norden die Straße von Gołdap über Skocze (Skötschen, 1938–1945 Grönfleet), und von Süden die Straße von Kierzki (Kerschken) über Kalniszki (Kallnischken, 1938–1945 Kunzmannsrode). 
Einen Bahnanschluss gibt es seit 1945 nicht mehr. Bis dahin war das Dorf Bahnstation an der Bahnstrecke Angerburg–Goldap, die nach der Zerstörung im Krieg nicht mehr benutzt und größtenteils demontiert wurde.